# Altbergbau

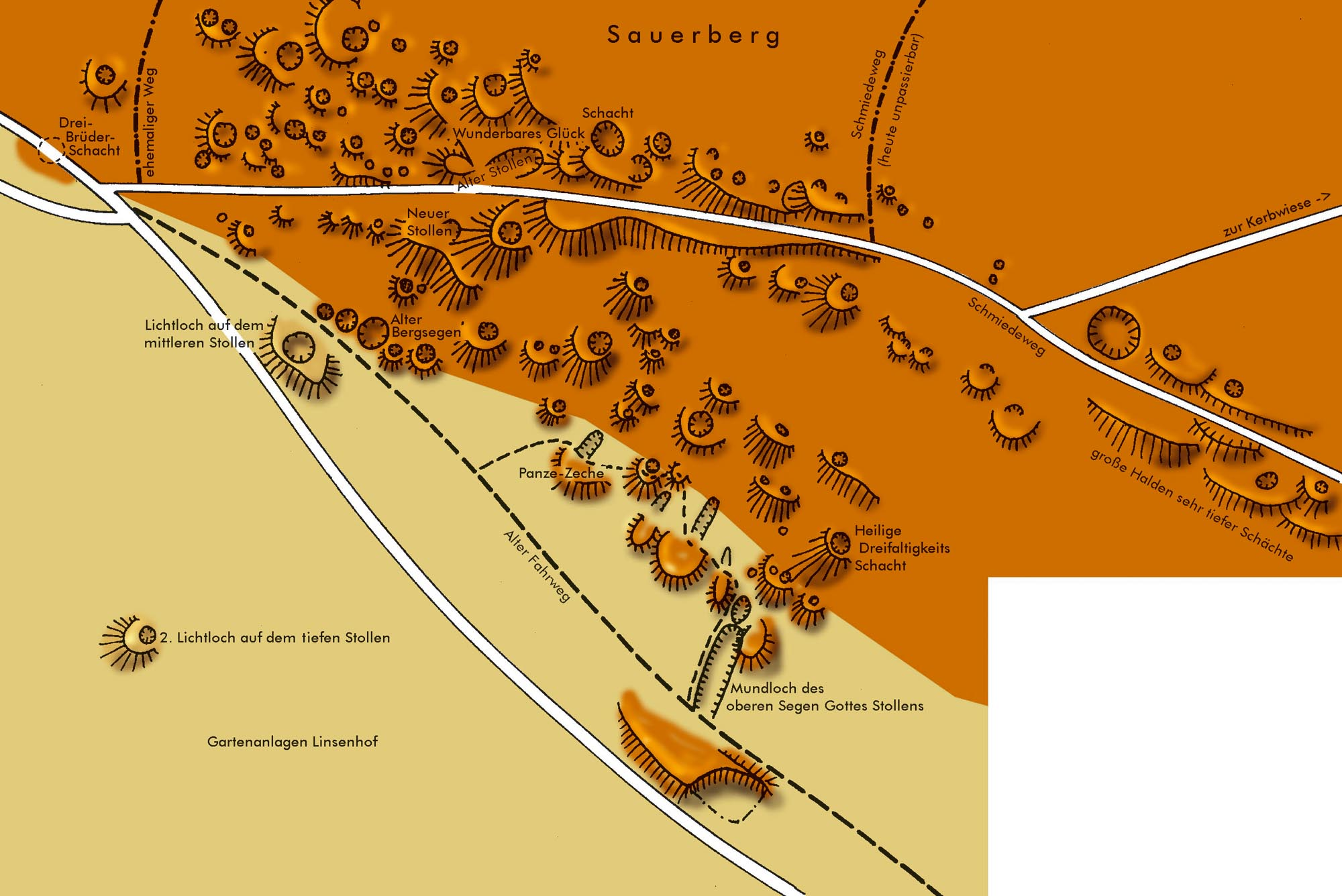
Altbergbaugelände mit zahlreichen Halden und Pingen am Sauerberg bei Suhl/Thüringer Wald.

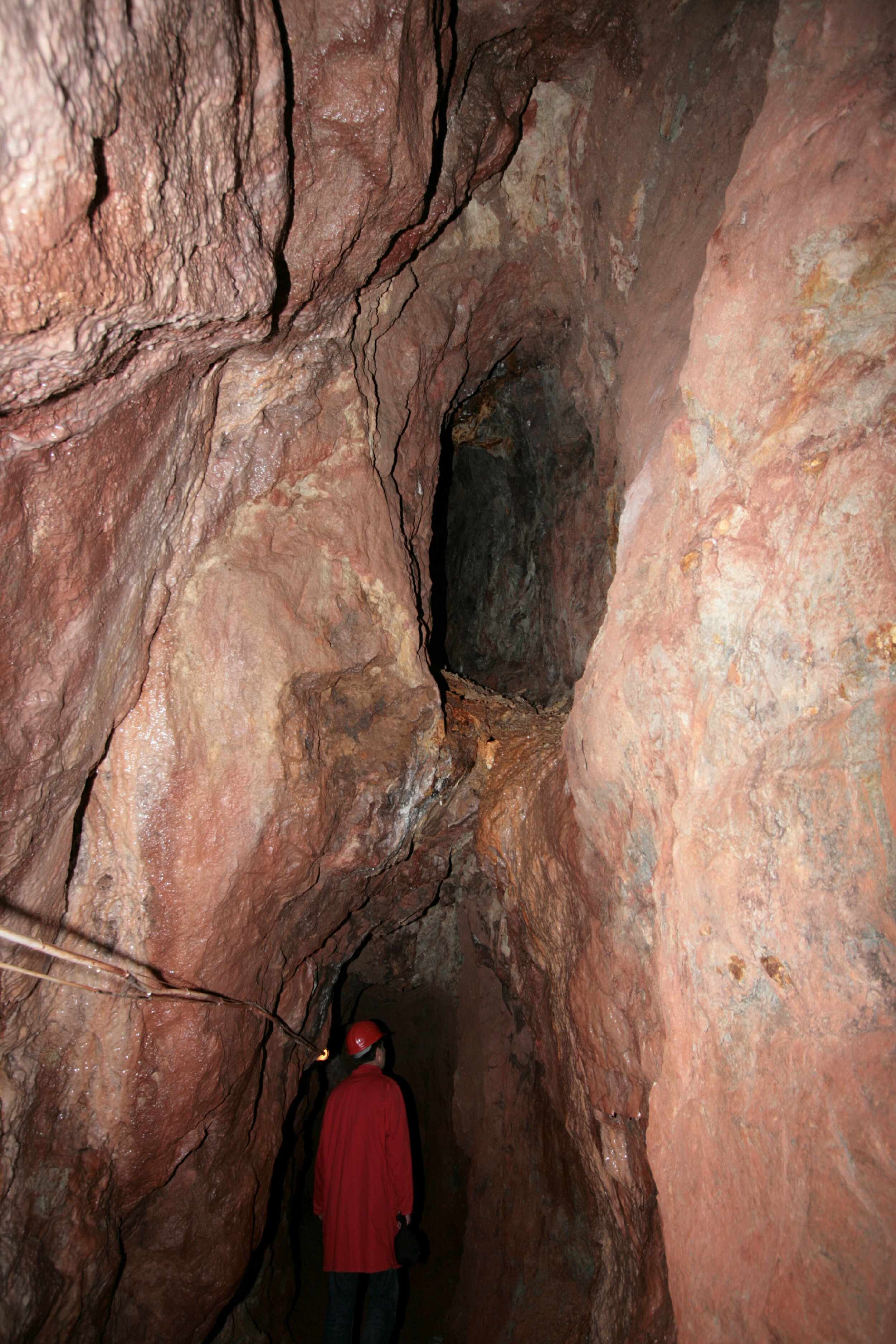
Altbergbau unter Tage

Der Begriff Altbergbau wird je nach Bergbauregion und Bergrevier unterschiedlich verwendet oder definiert. Einerseits ist von Altbergbau immer im Sinne eines stillgelegten Bergbaus die Rede, dessen Objekte nicht mehr bergbaulich genutzt werden und in der Regel nicht mehr der Bergaufsicht gemäß dem jeweiligen Berggesetz unterliegen. Meist werden mit Altbergbau Gelände, Grubengebäude und Bergbaufolgelandschaft eines vergangenen Bergbaus bezeichnet. Altbergbau kann aber auch im Wortsinne von historischem Bergbau oder vorindustriellem Bergbau verstanden werden. Für diesen Altbergbau existiert kein Rechtsnachfolger im Sinne des jeweiligen Bergrechts. Grundsätzlich gilt, dass der Bergbau oder die bergbauliche Tätigkeit von heute zum Altbergbau von morgen wird.

## Grundlagen
Bereits in der Zeit der ersten steinzeitlichen Besiedlung wurde in Europa Bergbau betrieben. Die bergbaulichen Tätigkeiten wurden ab dem 2. Jahrtausend der heutigen Zeitrechnung intensiviert. Dabei wurden mehrere tausend Stollen aufgefahren und Schächte erstellt. Allein im Land Nordrhein-Westfalen sind im Laufe der Jahrhunderte etwa 60.000 bis 70.000 Tagesöffnungen erstellt worden. Die erstellten Grubengebäude hatten zum Teil sehr umfangreiche Ausmaße. Alleine in Nordrhein-Westfalen betrifft das ein Gebiet, in dem oberflächennaher oder tagesnaher Bergbau betrieben wurde, eine Fläche von mehreren hundert Quadratkilometern. Um die Grubenbaue zu bewettern und vom Grubenwasser freizuhalten, wurden sehr komplexe Bewetterungssysteme und Entwässerungssysteme erstellt. Bis ins 19. Jahrhundert wurden die bergbaulichen Tätigkeiten oberhalb des Grundwasserspiegels und nur in geringen Teufen durchgeführt. Ab der zweiten Hälfte des 19. Jahrhunderts begann der Übergang zum Tiefbau.
Der Abraum wurde auf Halden in der Nähe des jeweiligen Bergbaubetriebes verkippt. In den Bergrevieren, in denen Erz abgebaut wurde, wurden zusammen mit dem Abraum auch die Aufbereitungsrückstände aufgeschüttet. Die so aufgeschütteten Reststoffe waren oftmals mit Schwermetallen wie Quecksilber durchsetzt. Dies lag an den damaligen Methoden der Erzaufbereitung und Erzverhüttung, die ebenso wie die damalige Erzgewinnung nur wenig effektiv waren. Je nach Bodenbeschaffenheit und Zusammensetzung des Bodens wurde das Quecksilber im Boden mobilisiert. Nach Beendigung des Betriebes wurden die alten Grubenbaue und Tagesöffnungen entweder gar nicht oder nur unzureichend verwahrt. Dies erfolgte zur damaligen Zeit in der Regel mit Lockermassen.

## Auswirkungen
Die durch den tagesnahen Bergbau entstandenen, nur gering gesicherten, Hohlräume verlieren im Laufe der Jahre an Stabilität. Besonders problematisch wird dies, wenn in die Hohlräume Oberflächenwasser eindringt. Kann das Wasser dann aufgrund von Querschnittseinengungen nicht abfließen, so kommt es zu Rückstauungen. Das Wasser füllt nun die Hohlräume und wirkt so zunächst als Versatz. Das angestaute Wasser löst, je nach Gebirge, Sulfide oder andere Stoffe aus dem Gestein heraus. Je nach Zusammensetzung der vorhandenen Lockermassen können sich diese mit dem Wasser zu Schlamm vermischen. Werden die mit Wasser gefüllten Hohlräume entwässert, kann eine Suffosion eingeleitet werden. Das abfließende Wasser entwickelt hohe Schleppkräfte, infolgedessen kommt es zu starken untertägigen Massenumlagerungen. Dies kann zur Zerstörung der Umgebung des Hohlraumes führen. Dadurch kommt es zu weiteren Verbrüchen. Hierdurch wird das Deckgebirge mechanisch stark beansprucht. Durch Spannungen im Gebirge kommt es wiederum zu Rissen und Spalten im Deckgebirge. Durch den tiefen Bergbau sind im Laufe der Jahre Bergsenkungen entstanden, die ein Problem für die Oberflächenentwässerung darstellen. Nach Beendigung der Wasserhaltung kommt es beim tiefen Bergbau zum Anstieg des Grubenwassers, was zu  Bodenhebungen führt. Bei den Bergehalden kommt es im Laufe der Jahrhunderte zu Verwitterungen und Auslaugungen. Dadurch werden die in den Aufschüttungen vorhandenen Schwermetalle mobilisiert. Bei der Zerkleinerung der Erze wurden die Stäube durch Verwehung weiter ins Umland getragen. Aber auch von den Halden können durch Verwehungen erzhaltige Stäube oder aus der Verhüttung stammende Schlackenstäube abgetragen und weiter ins Umland verteilt werden. In ehemaligen Steinkohlebergbauregionen kommt es teilweise zu übertägigen Methangasaustritten.

## Folgewirkungen und Folgeschäden

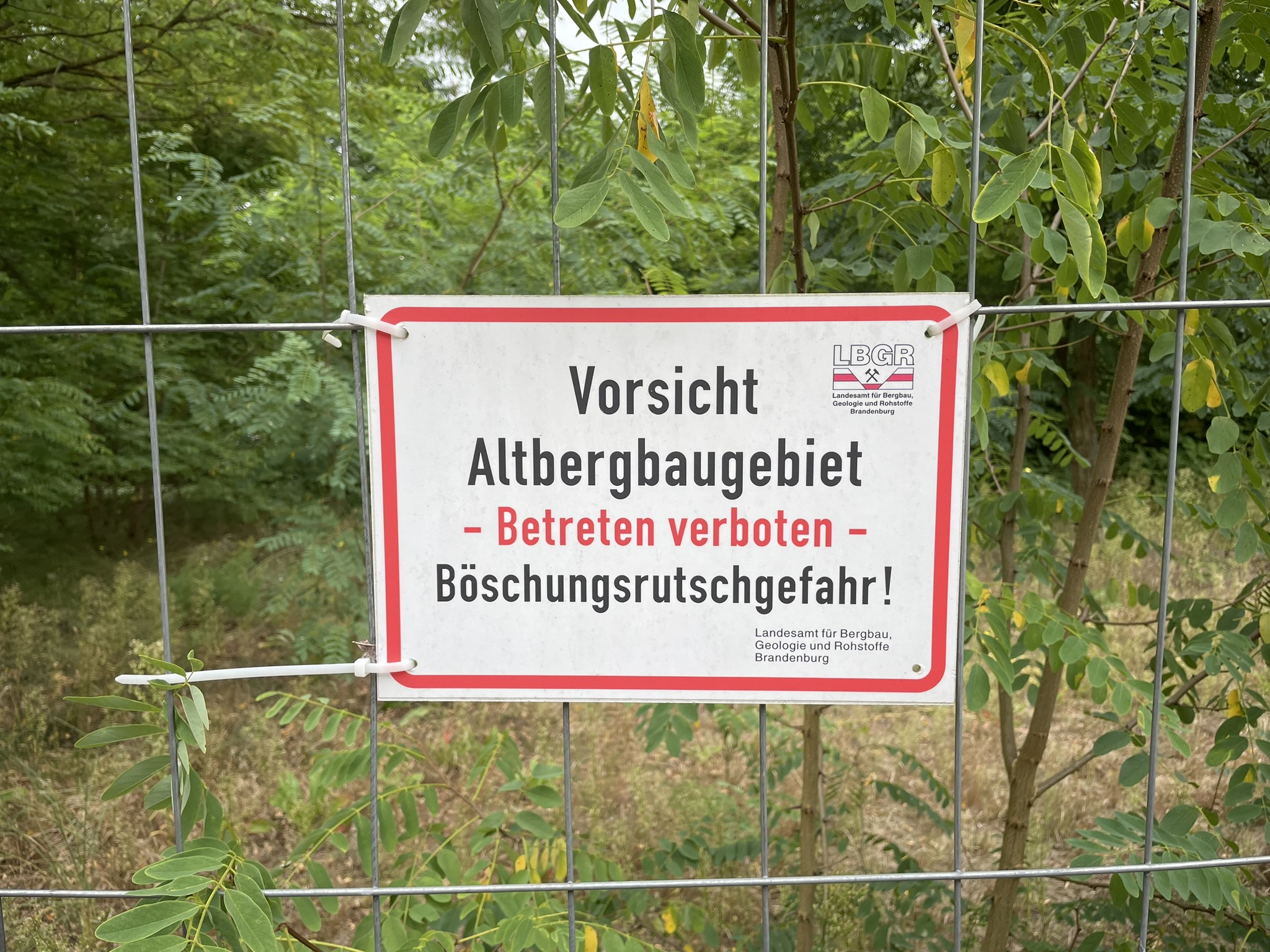
Warnschild Altbergbaugebiet am Tagebaurestsee Helenesee in Frankfurt (Oder), Brandenburg, Deutschland

Die durch den Altbergbau und Objekte des Altbergbaus hervorgerufenen Folgewirkungen sind recht umfangreich. Sie reichen von Nutzungseinschränkungen für die betroffenen Areale, über Beschränkungen der wirtschaftlichen Entwicklung, bis hin zu Umweltbeeinträchtigungen. Aufgrund des oftmals weiträumigen Abbaus der Lagerstätten kommt es zu Eingriffen in die Standsicherheit der jeweils betroffenen Tagesoberfläche. Durch Verbrüche, die im Bereich der untertägigen Hohlräume entstehen, können sich die Auswirkungen bis nach über Tage durchsetzen und dadurch einen Tagesbruch verursachen. Es können sich Spalten oder Senkungen bilden. Durch den Grubenwasseranstieg nach Beendigung des tiefen Bergbaus entstehende Bodenhebungen können zu Folgeschäden an Gebäuden führen. In Bergbaugebieten, in denen vorher Uran bzw. Radium abgebaut wurde, kann durch Mikrorisse im Deckgebirge, die als Folgeerscheinung des Bergbaus auftreten, Radon 222 bis an die Tagesoberfläche durchdringen. Dieses Radon kann in Wohnhäuser, die sich in diesem Gebiet befinden, eindringen und sich dort anreichern. Bei nur unzureichend verfüllten Schächten kann es passieren, dass die Verfüllsäule aus Lockermassen absackt und somit ein Schachtverbruch entsteht. Unverfüllte Hohlräume sind eine ständige zeitlich nicht vorhersagbare Geländegefährdung. Sie führen oftmals zu Baukatastrophen und somit zu Bergschäden an Gebäuden. Erschwerend kommt hierbei noch hinzu, dass das Auffinden und die Begrenzung dieser Hohlräume oftmals mit großen Schwierigkeiten verbunden ist. Aus den untertägigen Hohlräumen können Schlamm- und Ockerfluten auslaufen und zu Schäden führen. Durch aus dem Haldenmaterial ausgelaugte Schwermetalle kommt es zu Kontamination von Böden. Dadurch wird die stoffliche Beschaffenheit der Böden nachhaltig beeinträchtigt. Die Schwermetallanreicherungen im Boden bewirken lokal einen erhöhten Gehalt in den Nutzpflanzen. Zudem kommt es vor, dass sich schwermetallresistente Gräser entwickeln und auf den schwermetallangereicherten Böden gedeihen. Die Galmeiflora ist örtliches Relikt jahrhundertelanger Bergbautätigkeit, welche gewisse Elemente im Boden angereichert und damit eine einzigartige ökologische Nische geschaffen hat. Bei Tieren, die diese Pflanzen fressen, führt dies ebenfalls zu Anreicherungen von Schwermetallen im Körper. Für Nadel- und Laubbäume ist der oftmals hohe Schwermetallgehalt im Boden zu toxisch, sodass sie auf solchen Böden nicht wachsen können. Letztendlich gelangen ausgelaugte Umweltgifte über das Wasser und die Pflanzen und die Tiere in die menschliche Nahrungskette. (Bioakkumulation)

## Betroffene Bereiche
Die bedeutendsten Hinterlassenschaften aus dem Altbergbau befinden sich in einem langgestreckten Bereich Europas, in dem Steinkohle abgebaut wurde. Besonders viele findet man im südlichen Ruhrgebiet. Aber auch in den Gebieten, in denen Erze abgebaut wurden, gibt es altbergbauliche Hinterlassenschaften. Stark betroffen ist hier das Erzgebirge und teilweise auch die Region um Chemnitz und Dresden. In Österreich gehören etwa 90 Prozent aller Altbergbaue zum tagesnahen Altbergbau. In der Regel gibt es über ältere tagesnahe Abbauhohlräume keine Karten. Das führt dazu, dass spätere Eigentümer erst im Nachhinein von den Schäden erfahren.

## Lokalisierung
Für die Lokalisierung und Untersuchung von Altbergbaugebieten gibt es unterschiedliche Möglichkeiten. Neben der Nutzung von Kartenwerken kommen auch technische Maßnahmen zur Anwendung.

### Aufzeichnungen
Eine Möglichkeit der Lokalisierung sind Lagerstättenkarten und / oder bergmännische Risswerke. Hierzu zählen markscheiderische Altrisse, betriebliche Risswerke und bergbehördliche Kartenwerke. Allerdings gibt es für viele historische Grubenbaue aus unterschiedlichen Gründen und Ursachen keinerlei Risswerke. Die ersten verwertbaren Risswerke wurden erst im 17. Jahrhundert erstellt und nach der Besetzung Deutschlands gegen Ende des 18. Jahrhunderts von den Franzosen gezeichnet. In Jahren 1787 bis 1797 fertigte der aus dem Harz stammende Markscheider Niemeyer die als Carte speciale des mines bekannte Bergbaukarte für das märkische Revier an. Die erstellten Risswerke waren aber oftmals nur unvollständig. Häufig wurden in den Betriebsphasen die Rissunterlagen nicht vollständig oder unkorrekt von den Originalrissen nachgetragen.  Seit dem Jahr 1840 wurden vermehrt Bergbau-Akten und Risswerke gesammelt und archiviert. Jedoch wurden durch Kriegswirren, Hochwasser und andere Schadensereignisse viele Risswerke vernichtet. Selbst Risswerke aus der ersten Hälfte des 20. Jahrhunderts, insbesondere Risswerke aus der Zeit des Zweiten Weltkriegs und der Nachkriegszeit, hatten oftmals nur geringe Aussagefähigkeit. Zudem wurden später bei der Umstellung der Karten auf digitalisierte Karten viele Planinhalte, die auf den früheren Bergbau hinwiesen, nicht mit in den neuen digitalen Kartenbestand übernommen. Alle dies sind Gründe, dass oftmals nur bruchstückhafte Informationen über die alten Bergwerksbetriebe vorhanden sind.

### Untersuchungen
Eine Möglichkeit besteht in der Untersuchung und Analyse von Schadensereignissen. So gibt es mehrere numerische Ansätze zur quantitativen Modellierung von Tagesbrüchen um deren Verbruchsparameter an der Tagesoberfläche abschätzen zu können. Eine weitere Möglichkeit sind historische und aktuelle Luftbilder und Fotografien. Auch lassen sich durch den Einsatz neuer Techniken, wie z. B. IR Drohnen, alte Tagesschächte orten. Weitere Möglichkeiten zur Lokalisierung von Altbergbauen sind Baugrundgutachten, geotechnische Berichte und die Ergebnisse aus Bohrdatenbanken. Aber auch die Kombination aus geophysikalischer Flächenerkundung und direkten bohrtechnische Aufschlüsse bieten Erkenntnisse über das Vorhandensein von Altbergbauen. Werden unterirdische Hohlräume im Bereich von Baugründen durch Bohrungen erschlossen, so muss die Größe dieser Hohlräume vermessen oder abgeschätzt werden. Dies lässt sich in der Regel gut durch eine untertägige Erkundung der Hohlräume bewerkstelligen. Aus den bei Befahrung gewonnenen Erkenntnissen über die Felsqualität und der Größe des Hohlraumes lassen sich Rückschlüsse auf die zu erwartenden Standzeiten ziehen.

## Weitere Vorgehensweise

### Risikobewertung
Im Anschluss an die Lokalisierung erfolgt die Risikobewertung des jeweiligen Altbergbaus. Dies lässt sich jedoch nur durch eine genaue Untersuchung der Örtlichkeit bewerkstelligen. Dabei werden im Rahmen der geotechnischen Bewertung die möglichen Einflussbereiche der ehemaligen Bergbauaktivitäten festgelegt. Im Zuge dieser Bewertung müssen Bereiche abgegrenzt werden, bei denen die Standfestigkeit des Deckgebirges nicht oder nur eingeschränkt gewährleistet werden kann. Bei der realistischen Abgrenzung der Gefährdungsbereiche sind neben den bergbaulichen Gegebenheiten auch geologische Verhältnisse und die geomechanischen Eigenschaften der Gesteine zu beachten. Anhand einer Risikoanalyse werden nun die möglichen Schadensereignisse spezifiziert, die Eintrittswahrscheinlichkeit des möglichen Schadensereignisses abgeschätzt und das mögliche Schadensausmaß ermittelt. Anhand der ermittelten Daten müssen dann die zu ergreifenden Maßnahmen, die der Abwehr von Gefahren für die öffentliche Sicherheit dienen, unter Berücksichtigung der aktuellen Nutzung der Tagesoberfläche bestimmt werden.

### Sicherung, Sanierung, Verwahrung
Im Anschluss an die Risikobewertung erfolgt je nach Zustand des Altbergbaugebietes eine vorläufige oder auch, falls möglich, dauerhafte Sicherung des betroffenen Areals. Hierbei werden unterschiedliche Sicherungsmaßnahmen angewendet, die, je nach Zustand des betroffenen Areals, entweder oberflächennahe oder tiefgreifende Lösungen erfordern. Welche Maßnahme dabei zu treffen ist, hängt vom Einzelfall ab und wird in einer vorhergehenden fachlichen Bewertung der Gefahrenlage festgelegt. Wo erforderlich und machbar erfolgt die Sanierung der betroffenen Altbergbaubereiche. Hierbei werden die zu treffenden Maßnahmen der aktuellen und geplanten Nutzung der Tagesoberfläche angepasst. So werden Hohlräume und Verbruchszonen z. B. bei Schachtverbrüchen entsprechend dem Stand der Technik verwahrt. Dabei müssen die getroffenen Maßnahmen möglichst wartungs- und überwachungsfrei ausgeführt werden. Mit Schwermetallen kontaminierte Böden müssen mit geeigneten Maßnahmen wieder aufbereitet werden, um eine weitere Ausbreitung der Schadstoffe zu verhindern.

### Nachnutzung
Je nach Beschaffenheit und Zustand können Teile des Altbergbaus zu unterschiedlichen, auch nichtbergbaulichen Zwecken weiter genutzt werden. Eine Möglichkeit der Nachnutzung ist es, die ehemaligen Bergwerksanlagen zu Besucherbergwerken umzubauen. Dort können, je nach Erhaltungszustand, Teile der Tagesanlagen und auch Teile des Grubengebäudes besichtigt werden. Im Zuge der Energiewende lassen sich die intakten Untertageanlagen zu Pumpspeichern umfunktionieren, um somit das Bergwerk als Pumpspeicherkraftwerk zu nutzen. Eine weitere Möglichkeit der energetischen Nutzung ist die Erdwärmegewinnung aus dem warmen Grubenwasser ehemaliger Steinkohlenbergwerke. Es gibt auch ehemalige Stollenbergwerke, die heute als Heilstollen genutzt werden.

## Rechtliche Konsequenzen
Über den Altbergbau ist nur wenig bekannt, alte Tagesöffnungen und untertägige Hohlräume müssen häufig erst noch erforscht werden. Für die Bergbehörden ist die Gefahrenerforschung dieser Altbergbaurelikte ein Teil ihrer Amtspflicht. Beim Bergbau ohne Rechtsnachfolger kommt die Polizeiordnung des jeweiligen Bundeslandes zur Anwendung. Neben der Amtshaftung für die Bergbehörden gibt es auch in bestimmten Fällen strafrechtliche Konsequenzen für Vorgesetzte und Mitarbeiter von Betrieben. Strafrechtliche Tatbestände können fahrlässige Körperverletzung oder fahrlässige Tötung sein. Neben den strafrechtlichen Konsequenzen kann auch eine zivilrechtliche Haftung der Bergbehörde bestehen. Problematisch werden die durch Altbergbau hervorgerufenen bergbaubedingten Belastungen für die betroffenen Regionen insbesondere dann, wenn es keine Rechtsverantwortlichen gibt.